# Rivières, Tarn
Rivières är en kommun i departementet Tarn i regionen Occitanien i södra Frankrike. Kommunen ligger i kantonen Gaillac som tillhör arrondissementet Albi. År 2022 hade Rivières 1 065 invånare.

## Befolkningsutveckling
Antalet invånare i kommunen Rivières
| Referens: INSEE |